# Об'єднана партія визволення України
Об'єднана партія визволення України (ОПВУ) розпочала діяльність у 1955 році в Станіславській області. Її членами були молоді робітники та студенти: Богдан Ґерманюк, Ярема Ткачук, Богдан Тимків, Мирослав та Василь Площаки, Іван Струтинський, Микола Юрчик, Іван Коневич та інші. Ця підпільна організація створювалася на засадах ОУН, але її діяльність була суто пропагандистською. ОПВУ проводила агітаційну серед населення, поширювалися листівки, віддруковані на друкарській машинці, мала свій статут, програму і текст присяги. Авторами статуту були Богдан Тимків, Іван Струтинський і Василь Площак.

Богдан Ґерманюк згадує: 
|  | Ми рішили вести агітаційну роботу і призивати всю Україну, весь наш український народ до боротьби: і релігійних, і інтелігенцію, і робочих — всіх ми мали на увазі залучати до цієї боротьби. Крім того, ми мали наміри зв'язатися з другими республіками: з Білоруссю, Естонією, Латвією, Грузією, тому що вже тоді ми розуміли, що якщо будемо всі разом боротись, то СРСР не в силі буде встояти, і тому така в нас зародилася ідея, щоби об'єднати всі республіки і наш весь український народ, щоби боротись за незалежну Україну |

.
Поширити діяльність за межі України члени ОПВУ не встигли — їх організація була викрита. 4 грудня 1958 року відбулися перші арешти. Тоді було заарештовано і допитано двадцять вісім членів організації. Судили не всіх, бо частина з затриманих в результаті проходила свідками по справі. Було засуджено 8 чоловік: Богдан Ґерманюк, Ярема Ткачук, Богдан Тимків, Мирослав Площак, Іван Струтинський отримали по 10 років позбавлення волі, Микола Юрчик та Іван Коневич — по 7 років, а Василь Площак — 2 роки позбавлення волі.